# Sofivka (Berdiansk)
Sofivka (en ucraniano: Софіївка, romanizado: Sofiivka; en ruso: Софиевка, romanizado: Sofievka) es un pueblo ucraniano perteneciente al óblast de Zaporiyia. Situado en el sur del país, forma parte del raión de Berdiansk y centro del municipio (hromada) de Kolarivka.
El asentamiento está ocupado por Rusia desde marzo de 2022 en el marco de la invasión rusa de Ucrania de 2022.

## Geografía
Sofivka se encuentra a orillas del río Losuvatka, 41 km al noroeste de Berdiansk y a unos 137 km al sureste de Zaporiyia. 

## Historia
El pueblo fue fundado en 1862 por colonos búlgaros procedentes de Besarabia con el nombre de Togali (en búlgaro: Тогали), como el antiguo pueblo nogayo. En los años siguientes, el pueblo se convirtió en un importante productor de vino y en un centro regional de comercio de vino. Posteriormente llevó el nombre de Romanivka (en ucraniano: Романівка) y desde 1933 el nombre de Kolarivka (en ucraniano: Коларівка) en honor al político búlgaro Vasil Kolarov. Como parte de las políticas de descomunización en Ucrania, el nombre se cambió a Bolgarka (en ucraniano: Болгарка) el 19 de mayo de 2016, y el 7 de octubre de 2021 el nombre se cambió nuevamente al actual Sofivka.
Con la invasión rusa de Ucrania, los rusos ocuparon la aldea en marzo de 2022.  

## Demografía
La evolución de la población de Sofivka entre 1886 y 2001 fue la siguiente:
| 813                                                           | 1469 | 1128 |
| (Fuente: Cities & Towns of Ukraine y UKRAINE: Größere Städte) |      |      |

Según el censo de 2001, la lengua materna de la mayoría de los habitantes, el 58,87%, es el ruso; del 26,86% es el búlgaro; y del 14,1%, el ucraniano.

## Infraestructura

### Transporte
El pueblo está al suroeste de la carretera nacional Н-30 y el ferrocarril Berdiansk-Chápline.